# Échange Mortel (téléfilm)
Échange Mortel (Accidental Switch / A Mother's Revenge) est un téléfilm américain de Fred Olen Ray avec Jamie Luner et Steven Brand, diffusé le 7 mai 2016 sur Lifetime Movie Network et en France le 25 juillet 2016 sur TF1.

## Synopsis
Jennifer et Conner échangent accidentellement de valise à l'aéroport. Conner prétend faire partie du personnel de l'aéroport pour récupérer sa valise discrètement mais effraye Jennifer. Il kidnappe alors Katey, la fille de Jennifer et Richard, et tue Richard qui commence à s'en mêler pour forcer Jennifer à lui redonner sa valise. Jennifer est poursuivie par la police pour le meurtre de son ex-mari, Richard. Conner lui donne alors plusieurs indications à suivre pour lui rendre sa valise mais Jennifer n'est plus en possession de la dite valise qui a été remise à l'aéroport. Jennifer va tout faire pour récuperer sa fille des mains de Conner aux Chutes du Niagara.

## Fiche technique
- Réalisation et scénario : Fred Olen Ray
- Société de production : Marvista Entertainment

## Distribution
- Jamie Luner (VF : Gaëlle Savary) : Jennifer Clark Williams
- Steven Brand (VF : Hubert Drac) : Conner
- Audrey Whitby : Katey Williams
- Gerald Webb : Détective Leland Ford
- Jason-Shane Scott (VF : Thomas Roditi) : Richard Williams
- Richard Lounello (VF : Emmanuel Gradi) : Détective Joe Jacobs
- Debbie Rochon (VF : Laura Zichy) : Nancy

## Accueil
Le téléfilm a été vu par 971 000 téléspectateurs lors de sa première diffusion.